# دي هافيلاند تايغر موث
دي هافيلاند تايغر موث (بالإنجليزية: de Havilland Tiger Moth)‏ اختصاراً (DH.82)، هي طائرة تدريب ذات سطحين، صممها جيفري دي هافيلاند، وانتجت في 1931 ببريطانيا. من صناعة دي هافيلاند. كانت تستخدم بشكل أساسي من قبل سلاح الجو الملكي. كان أول طيران لها في 26 أكتوبر 1931. دخلت الخدمة في 1932، انتهت خدمتها في 1959. صنع منها 8,868 طائرة.

## المستخدمون
- سلاح الجو الملكي
- سلاح الجو الملكي الكندي
- القوات الجوية الملكية الأسترالية
- القوات الجوية الملكية السعودية

## وصلات خارجية
- الموقع%20الرسمي